# Воздвиженка (приток Сухоны)
Воздвиженка — река в России, протекает в Вологодской области, в Великоустюгском районе. Устье реки находится в 8 км по левому берегу реки Сухона. Длина реки составляет 15 км.
Исток реки расположен в 10 км к северо-западу от Великого Устюга. Воздвиженка течёт на юго-восток, крупнейший приток — Харобриха (правый). На правом берегу реки в нижнем течении стоят деревни Перемилово и Грузнищево (Марденгское сельское поселение). Воздвиженка впадает в Сухону двумя километрами выше Великого Устюга, при впадении стоит деревня Красное Поле.

## Данные водного реестра
По данным государственного водного реестра России относится к Двинско-Печорскому бассейновому округу, водохозяйственный участок реки — Северная Двина от начала реки до впадения реки Вычегда, без рек Юг и Сухона (от истока до Кубенского гидроузла), речной подбассейн реки — Сухона. Речной бассейн реки — Северная Двина.
Код объекта в государственном водном реестре — 03020100312103000009951.